# Loch Awe
El loch Awe (gaélico escocés: Loch Obha)  es un gran loch de agua dulce escocés localizado en el concejo de Argyll y Bute, en las Tierras Altas de Escocia. También ha dado su nombre a una aldea en sus orillas, conocida como Loch Awe, o Lochawe. Hay islas dentro del lago, siendo las mayores Innis Chonnell e Inishail.

## Historia

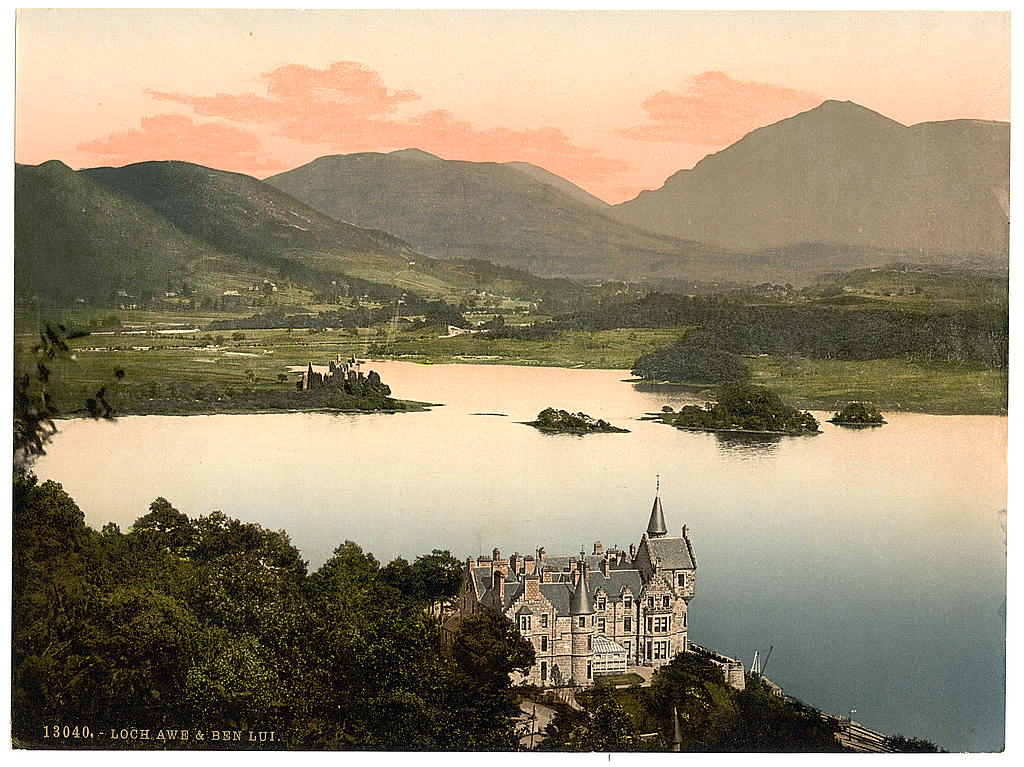
"Hotel and Ben Lui, Loch Awe, Scotland", ca. 1890 - 1900.

Uno de los clanes  más antiguos de Argyll, los Macarthurs poseían tierras alrededor de Loch Awe, que fue poblado en cercanía con MacGregors, Campbells y Stewarts.
Los artefactos del Clan Macarthur, incluidos la cama de cuatro postes, se llevaron al castillo de Inveraray.
Fue desde Loch Awe y en sus alrededores desde donde el clan Campbell se estableció como una poderosa familia. En 1308, Robert the Bruce derrotó al Clan MacDougall en la batalla del Paso de Brander, aguas abajo del loch.

## Elloch

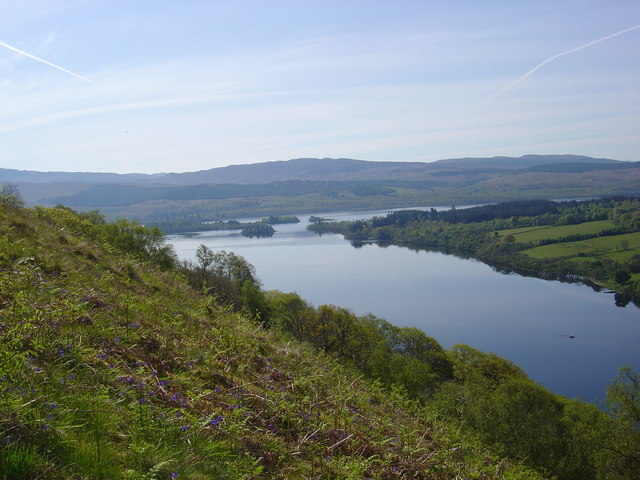
Vista del loch

El loch se extiende en dirección aproximada SO-NE, bastante paralelo a los dos lochs marinos de  Loch Etive y Loch Fyne. A través del río Awe y del Loch Etive, drena hacia el oeste desde su extremo norte y, por lo tanto, hacia el océano Atlántico. En la sección más angosta del lago están North Port (con el Taychreggan Hotel) y South Port (con Portsonachan Hotel). Entre ambas costas operaba antiguamente un ferry utilizado por los ganaderos para facilitar el cruce a los mercados más allá. El Cable Transatlántico, que atraviesa la aldea de Kilchrenan, fue colocado en ese punto en 1955.

## Proyectos hidroeléctricos

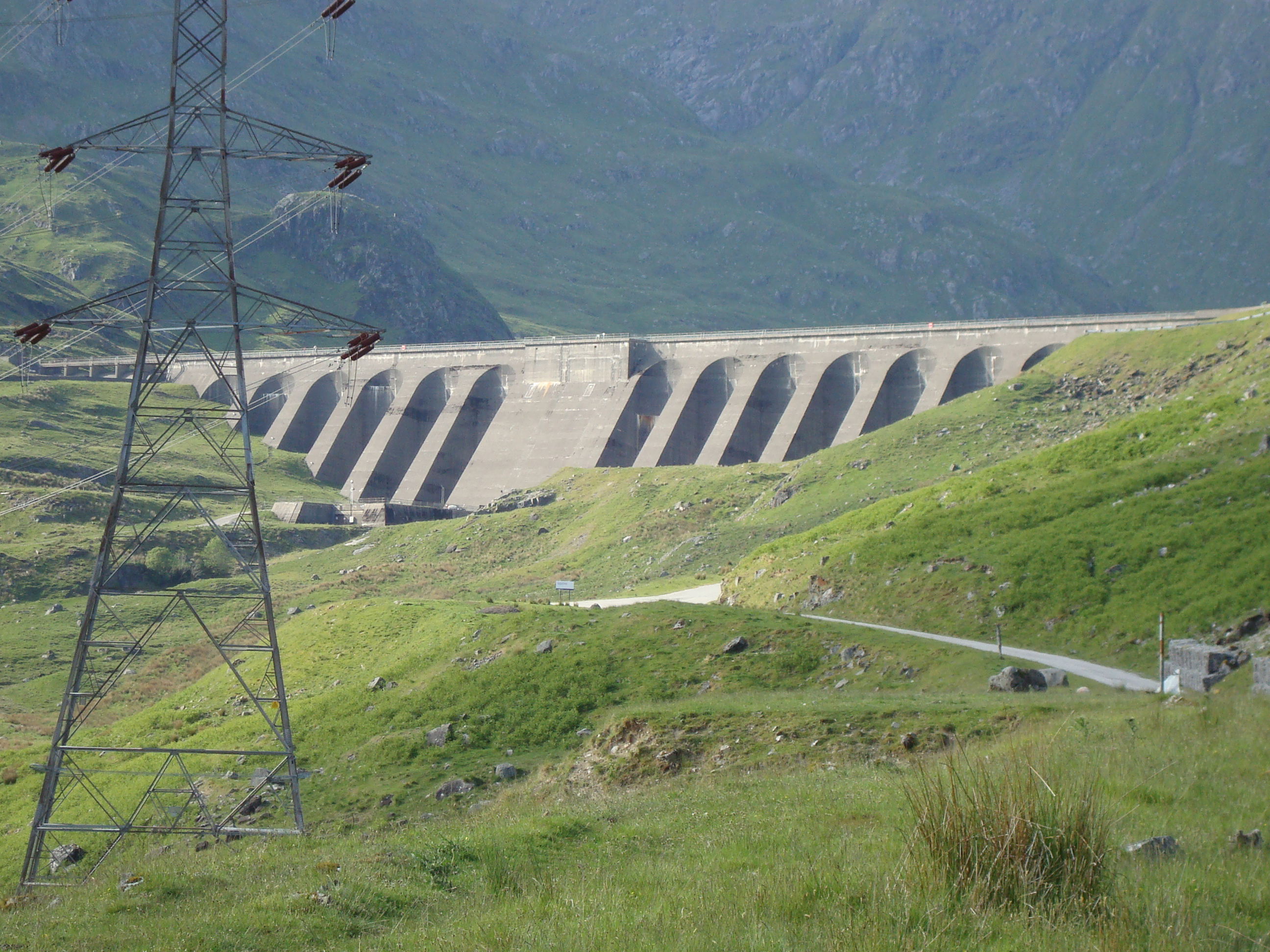
Vista de la presa de Cruachan

En Loch Awe se han realizado dos proyectos hidroeléctricos. Uno de ellos es una central eléctrica de turbina convencional, creada al represar el río Awe en el paso de Brander, alimentando el agua a través de tuberías subterráneas y generando electricidad a medida que desemboca en Loch Etive.
El segundo es un proyecto de central hidroeléctrica reversible más inusual, que utiliza un lago artificial creado en las colinas sobre el lago; el agua se bombea durante los tiempos de excedente de energía y se usa para generar energía en los momentos de mayor demanda. El segundo proyecto, conocido como presa de Cruachan (inaugurada en 1965) por el nombre de la colina situada encima, tiene un centro de acogida, que incluye visitas al corazón de la montaña.

## Turismo

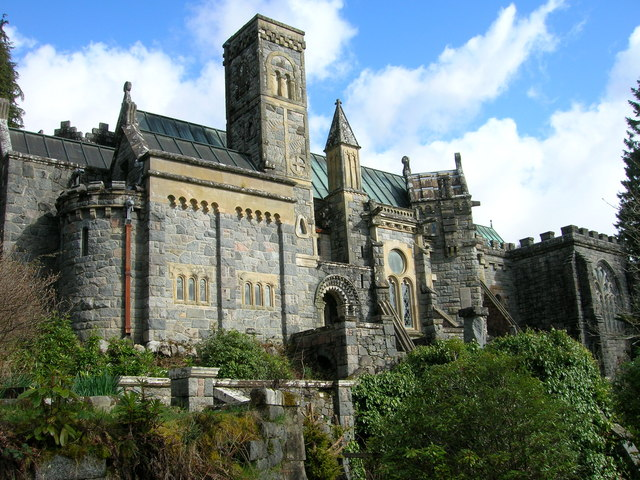
iglesia de San Conan

Loch Awe es famoso por su pesca de truchas. Los salmones también pasan por el loch, superando la barrera en el río Awe y continuando en el río Orchy.
Loch Awe tiene varios castillos en ruinas erigidos en las riberas y sobre algunas de las islas; y en el extremo norte tiene uno de los castillos más fotografiados de Escocia, el castillo de Kilchurn, que en verano puede ser visitado en un corto viaje en barco o en un paseo de media milla desde un pequeño aparcamiento justo después del puente sobre el río Orchy.
La iglesia de San Conan y la capilla de San Fyndoca se encuentran en el Loch Awe.

Castillos en el loch Awe
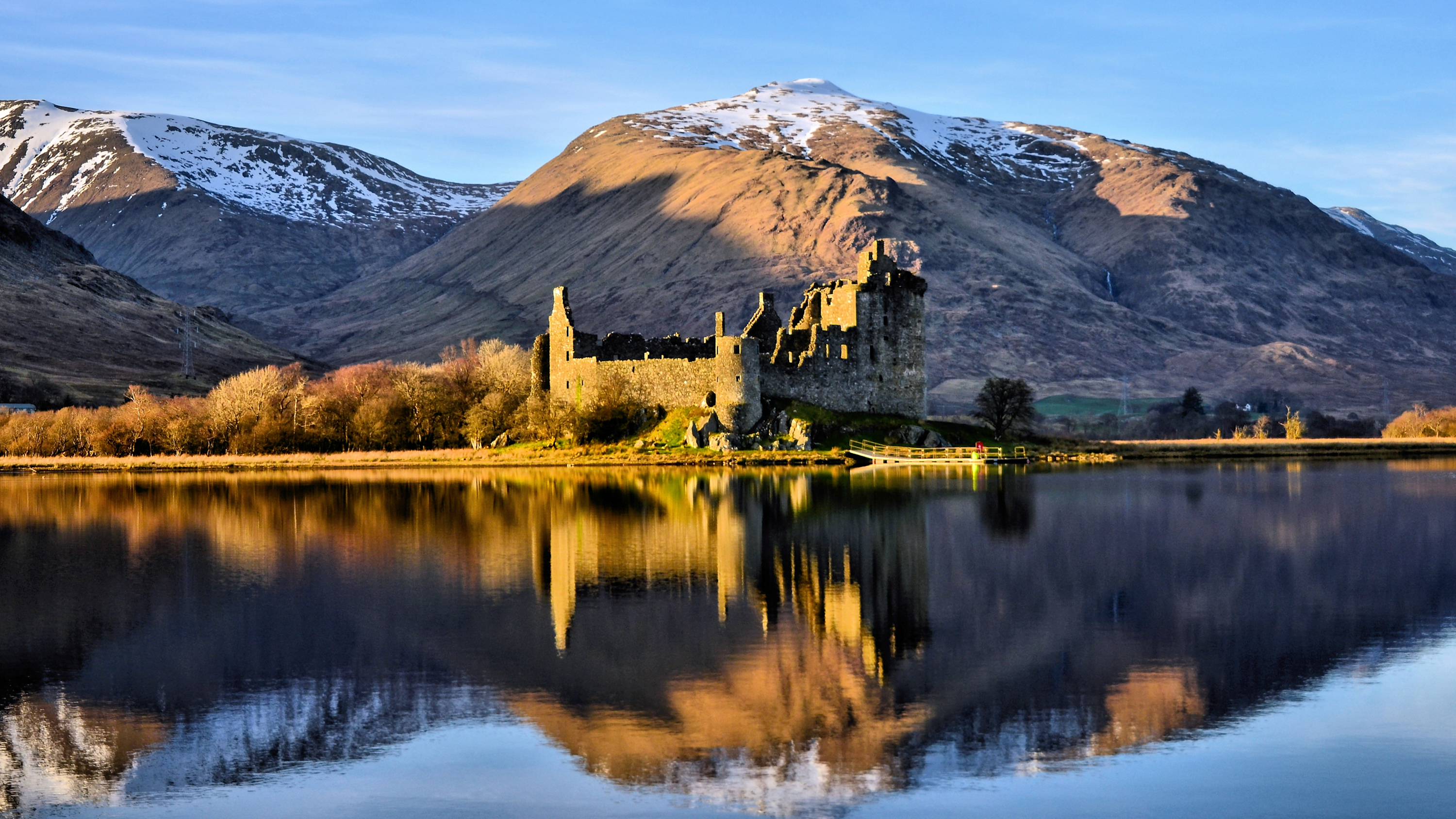
Castillo de Kilchurn
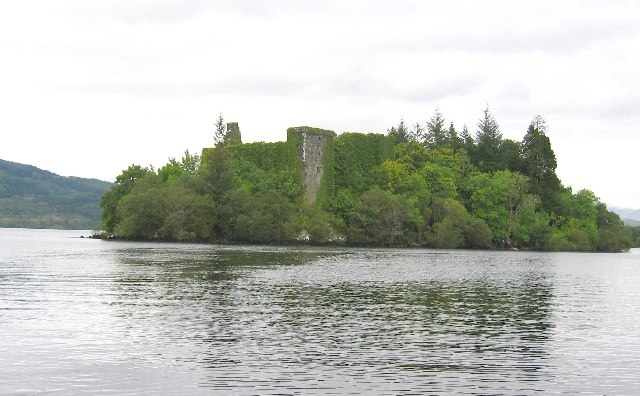
La isla de Innis Chonnell; las ruinas del castillo son visibles entre los árboles
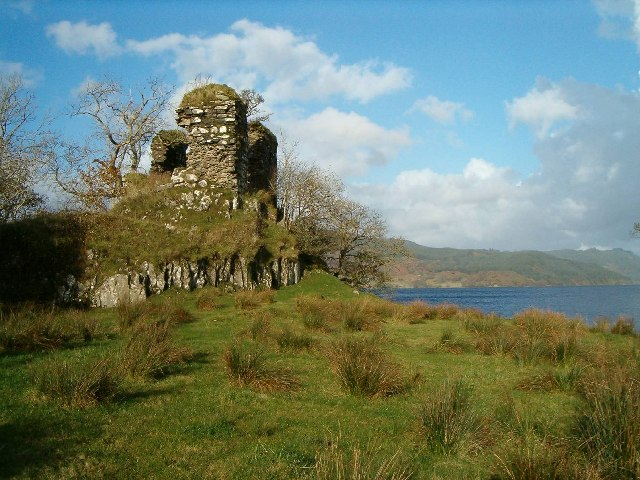
Castillo de Finchain
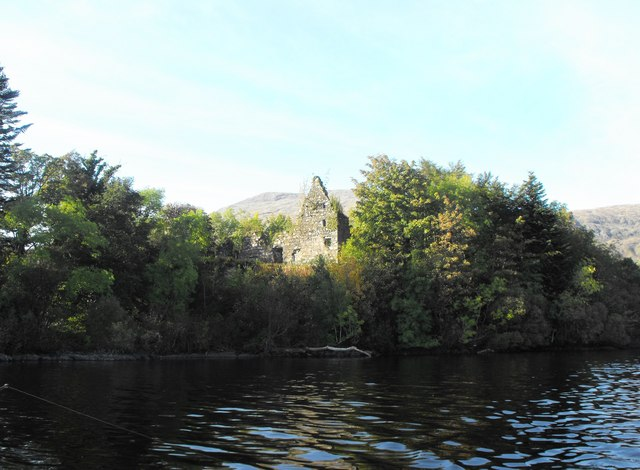
Castillo Fraoch Eilean

## Alrededores

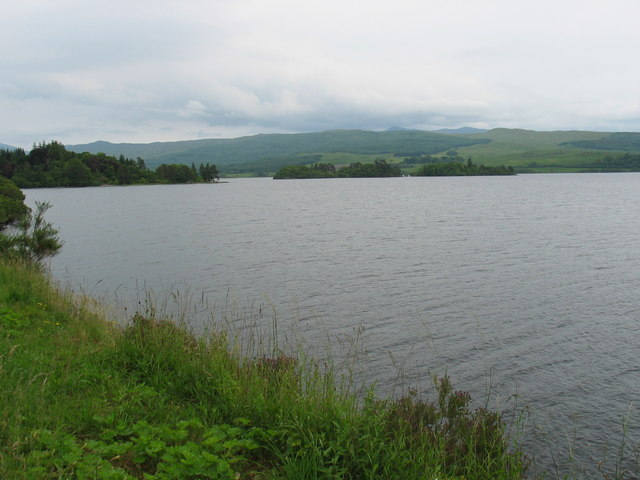
Vista mostrando algunas de las islas en el lago, entre ellas Innis Chonan

La carretera A85 y la línea West Highland discurren a lo largo de la orilla norte del lago, y la  A819 sigue la orilla sureste en un corto tramo hasta la aldea de Cladich. A partir de ahí, la B840 de vía única recorre la distancia restante hasta la cabeza del lago en  Ford  y luego se une a la A816 una corta distancia al norte de Kilmartin. Del mismo modo, en el lado noroeste una carretera no clasificada de una sola calzada se
extiende a lo largo de la A85 en Taynuilt hasta Ford.
Pueblo de Lochawe y estación de tren Loch Awe
En el extremo norte del loch, se inauguró en 1880 una estación de ferrocarril cuando el Ferrocarril de Callander y Oban pasó por allí, y se creó un gran hotel de lujo (Loch Awe Hotel, 1871). También está la Tight Line Bar, que solía ser la cochera del hotel. Alrededor del hotel creció un pueblo, esencialmente a lo largo de la única franja definida por la carretera A85. Un servicio de vapor solía operar en el lago desde el muelle justo hasta debajo del hotel, deteniéndose en Portsonachan, Taycreggan, Eredine y Ford. El pueblo ahora incluye la iglesia de San Conan, una de las piezas más interesantes de la arquitectura eclesiástica en Escocia. Confusamente, mientras que la estación de tren se llama Loch Awe, la aldea está contraída como  Lochawe.
La querida autora Mary Stewart residió en su casa de Lochard, House de Letterawe, durante las últimas décadas de su larga vida.

## Natación en el Loch Awe

### El desafío de los Tres Lagos
El «Desafío de los Tres Lagos» (Three Lakes Challenge) (Loch, Lake y Llyn) de 40 millas  es un desafío que se completó por primera vez con un relevo de 5 personas —Sam Plum, Jason Betley, Helen Gibbs, Helen Liddle y Debbie Taylor—  el 3 y 4 de julio de 2015. realizado bajo las «Reglas del canal de la Mancha» ("English Channel Rules").
La prueba requiere nadar la longitud del Loch Awe (en Escocia, 25 millas), luego conducir hasta Lake District y nadar a lo largo del Windermere (10.5 millas), y finalmente, tras conducir de nuevo hasta Gales, nadar a lo largo de Llyn Tegid, también conocido como lago Bala (4 millas). Este nuevo desafío, conocido como el «Desafío de los Tres Lagos» fue concebido para ser el equivalente en natación del famoso National Three Peaks Challenge.
Además, el relevo que nadó a lo largo de Loch Awe el 3 de julio de 2015 como parte del desafío se cree que fue la primera travesía oficial por relevos del lago Awe según las «Reglas del canal de la Mancha». El baño se observó de acuerdo con los requisitos de la «Asociación Mundial de natación de aguas abiertas» (World Open Water Swimming Association, WOWSA) y se colocó en sus registros oficiales.

### Natación individual
El único nadador que ha hecho la travesía en solitario, observado y registrado oficialmente por haber nadado todo el Loch Awe, es el atleta de resistencia Adrian Rotchell. Rotchell ingresó en el agua en la bahía de Torran, en el curso inferior del lago, el 30 de julio de 2016. Salió en el castillo de Kilchurn, donde el río Orchy desagua el Loch Awe. Su proeza se completó en un tiempo de 14 horas, 5 minutos y 10 segundos.
La travesía de Rotchell fue supervisada por miembros aprobados de la Asociación Británica de Natación de Larga Distancia (British Long Distance Swimming Association, BLDSA), quienes verificaron el cumplimiento de sus reglas para baños tradicionales, sin apoyo de objetos fijos o flotantes, sin ayudas artificiales para nadar y sin salir del agua para ningún propósito durante el baño. Se usaron tres cronómetros sincronizados. Tras la aceptación por parte del Comité de la BLDSA, la travesía de Rotchell se presentó como el registro individual inaugural.